# Суфизм в Дагестане
Суфизм в Дагестане — одно из исламских течений, исповедуемых мусульманами Дагестана. Оказал фундаментальное влияние на психологию, быт, культуру и образование дагестанских народов. Роль суфизма в Дагестане можно иллюстрировать, как считает К.М. Ханбабаев, «географией» списков сочинений выдающегося мыслителя мусульманского мира и идеолога суфизма аль Газали (1058–1111), сохранившихся в различных районах Дагестана в составе рукописных коллекций, государственных, мечетских и частных.  
Впервые на территории Российской Федерации суфизм начал свое распространение именно с территории Дагестана.  
На территории республики в основном представлены братства трех тарикатов — накшбандийского, шазилийского и кадирийского. 

## История
Суфизм проник в Дагестан ещё в раннем Средневековье. Суфийские общины действовали в Дербенте с XI века. Об этом свидетельствует монументальный энциклопедический труд суфийского философа, жителя Дербента Абу Бакра Мухаммада ад-Дербенди (XI век) «Райхан ал-хакаик ва бустан ад-дакаик» («Базилик истин и сад тонкостей»). Предположительно, сам автор рукописи был выходцем из семьи влиятельного шейха и являлся духовным наставником одной из суфийских общин Дербента. 
В XIV веке представители суфийского тариката сухравардийа из Ирана и Азербайджана предпринимали попытки распространять свой тарикат в Нагорном Дагестане. Так, в Кубачи похоронены шейх Хасан ибн Мухаммад (1306 г.), сын одного из известных шейхов тариката сухравардийа, Ходжа Джамшид, сын суфийского шейха Джунейда из ардебильских сефевидов.  
К исходу XIV столетия Кавказ стал предметом политических противоречий между персами, турками, монголами, а также местом междоусобицы коренных народов. В эту-то пору получил там своё начало мюридизм, но он не имел ещё политического значения. Суфизм распространялся в Дагестане и в последующие XV–XVIII века. В начале XIX веке в Дагестан через шейха Гаджи-Исмаила Кюрдамирского, его ученика Хас-Магомеда Ширванского проникает накшбандийский тарикат суфизма. Первым дагестанским шейхом нового тариката стал Мухаммад-Эфенди ал-Яраги. Продолжительная борьба горцев в 20–50-е годы XIX в. выдвинула на первый план суфизм в виде наибского суфизма, который разработал Мухаммад-Эфенди ал-Яраги. 
В Дагестане со второй половины XIX в. распространились через Кунта-Хаджи Кишиева кадирийский и с начала ХХ через Сайфулла-кади Башларова – шазилийский тарикаты. К началу XX века в Дагестане действовали сотни суфийских братств, во главе которых стояли десятки шейхов. Во время революции в начале XX века часть руководителей суфийских братств выступила против советской власти.  
Активная антирелигиозная пропаганда среди дагестанского населения, административные и уголовные преследования активистов суфийских братств привели к тому, что к 40-м годам XX века легальная деятельность суфийских братств в Дагестане была прекращена. Возрождение религиозной жизни, в том числе и суфийских братств, в республике началось со второй половины 80-х годов XX века. В конце 1980-х годов курс Горбачева на либерализацию общественно-политической жизни создал условия для возрождения ислама в Дагестане. 

## В современности
После распада СССР в 1991 году, в республике активно пошёл процесс строительства и восстановления мечетей, регистрации местных религиозных общин (джамаатов), создания религиозных учебных заведений, выпуска религиозной литературы; дагестанские мусульмане получили возможность свободно поддерживать связи с единоверцами из других стран. Новые законы РФ и РД о свободе совести, значительно расширившие права верующих, способствовали резкой активизации деятельности религиозных организаций, в том числе и суфийских братств в Дагестане. В современном Дагестане насчитывается примерно 20–25 тарикатских объединений, или отделений (вирдов). Большинство дагестанских вирдов относятся к двум направлениям суфизма – накшбандийя и шазилийя. Есть также последователи кадирийи. Точные данные о составе, количестве мюридов, их распределении по населенным пунктам республики, организационной структуре и лидерах получить весьма трудно. Это связано с тем, что каждая суфийская община – это закрытое для непосвященных корпоративное объединение.
Одним из факторов социально-политической напряжённости в Дагестане в постсоветский период стало распространение такого религиозного течения в суннитском исламе, как ваххабизм (салафизм). К его основным отличительным особенностям можно отнести упрощение религиозных обрядов, буквальное толкование Корана, отрицание всех видов нововведений в исламе. Приверженцы ваххабизма и представители традиционного суфийского ислама в республике от религиозных диспутов быстро перешли к взаимным обвинениям в отходе от норм шариата. В отличие от представителей салафизма, религиозные деятели суфийского ислама не выступают против неисламского государственного строя . Таким образом, представители суфизма не признают легитимность объявления вооруженного джихада (газавата) под исламскими знамёнами и не поддерживают сепаратизм. 
Шейх накшбандийского и шазилийского тарикатов Саид-афанди ал-Чиркави, которого считают одним из самых влиятельных суфиев на Северном Кавказе, в одной из своих бесед отмечал: «А какой газават мы должны объявлять сегодня, когда в Дагестане построено и функционируют более трех тысяч мечетей, в каждом городе и во многих селах открыты медресе и исламские институты, по пятнадцать тысяч дагестанцев ежегодно совершают хадж и повсюду за рубежом в исламских заведениях учатся наши дети. То, что люди делают, прикрываясь словом “газават”, — это настоящая фитна (смута), а не газават» .

## Примечание
1. ↑  Ханбабаев К.М., Якубов М.Г. Религиозно-политический экстремизм в мире, России: сущность и опыт противодействия. Махачкала, 2008. – С. 194.
2. ↑  Сейфулла Фейзуллаевич Рашидов. СУФИЗМ В СОВРЕМЕННОМ ДАГЕСТАНЕ: САИД-АФАНДИ ЧИРКЕЙСКИЙ О ТАРИКАТЕ // Актуальні проблеми філософії та соціології. — 2019-11-26. — Вып. 25. — С. 91–101. — ISSN 2410-3071 2415-7295, 2410-3071. — doi:10.32837/apfs.v0i25.883.
3. 1 2 3  Yu. D. Djabrailov. SUFISM IN DAGESTAN AS THE ISLAMIC PHAENOMENON OF SPIRITUAL DEVELOPMENT AND SOCIAL STABILITY // Islam in the modern world. — 2017-01-01. — Т. 13, вып. 3. — С. 171–182. — ISSN 2074-1529. — doi:10.22311/2074-1529-2017-13-3-171-182. Архивировано 12 марта 2022 года.
4. 1 2 3  Курбанов М. А. Суфизм в Дагестане: история и современность //РЕЛИГИЯ–НАУКА–ОБЩЕСТВО: ПРОБЛЕМЫ И ПЕРСПЕКТИВЫ ВЗАИМОДЕЙСТВИЯ. – 2013. – С. 24.
5. ↑  Dzh. S. Trimingėm, Дж. С. Тримингэм. Sufiĭskie ordeny v islame. — Moskva: Gelios, 2002. — 481 s с. — ISBN 5-344-00275-0, 978-5-344-00275-0.